# Que no destrocen tu vida
«Que no destrocen tu vida» es una canción del álbum La cultura de la basura del grupo chileno Los Prisioneros. Fue elegida por Jorge González para ser el primer sencillo promocional del disco, pese a que el mánager Carlos Fonseca quería que fuese la canción «Maldito sudaca».
Existen tres versiones de la canción: la original, grabada en 1987 e incluida en la versión chilena del álbum. La segunda es una versión exclusiva para la edición latinoamericana del álbum (1988). La tercera una remezcla hecha especialmente para la edición del Grandes éxitos (1991).
El lado B es una remezcla titulada «Cierra todas las puertas de tu casa», incluida en el vinilo 7" sencillo lanzado en Chile. Además aparece en el disco Antología, su historia y sus éxitos (2001) como tema extra, pero en una versión distinta a la del vinilo.
Fue tocada en vivo por Los Prisioneros (2001-2002), Jorge González, Claudio Narea & Miguel Tapia.

## Canción
Jorge González compuso «Que no destrocen tu vida» para Claudio Narea. Es una crítica al papel de los padres y la intromisión de estos en la vida de los hijos, una realidad cotidiana en Chile debido a la poca independencia que se logra al llegar la mayoría de edad para muchos jóvenes.

## Versiones
Algunos de las versiones más importantes son:
- La Ley en el álbum Tributo a Los Prisioneros (2000).
- Rekiem en el álbum Singles & Rarezas (2009).